# کوین گیبنز
کوین گیبنز (انگلیسی: Kevin Gibbens؛ زادهٔ ۴ نوامبر ۱۹۷۹) بازیکن فوتبال اهل بریتانیا است.
از باشگاه‌هایی که در آن بازی کرده‌است می‌توان به باشگاه فوتبال شولینگ، باشگاه فوتبال استوک‌پورت کانتی، باشگاه فوتبال بلکفیلد و لانگلی، باشگاه فوتبال ساوت‌همپتون، باشگاه فوتبال آکسفورد یونایتد، و باشگاه فوتبال بیزینگ‌استوک تاون اشاره کرد.